# Cynon Valley
Cynon Valley var ett distrikt i grevskapet Mid Glamorgan, i Wales. Detta distrikt hade 65 600 invånare år 1992. Distriktet upprättades den 1 april 1974 genom att stadsdistrikten Aberdare och Mountain Ash slogs ihop med del av landsdistriktet Neath. Det avskaffades 1 april 1996 och blev en del av Rhondda Cynon Taf.